# Benedetto Vincenzo Nicotra
Benedetto Vincenzo Nicotra detto Enzo (Lentini, 5 aprile 1933 – Lentini, 21 ottobre 2018) è stato un politico, giurista, magistrato e imprenditore italiano.
Fu protagonista della scena politica in Sicilia, essendo stato uno dei massimi esponenti della Democrazia Cristiana della provincia di Siracusa e della Sicilia orientale. Assieme all'on. Nitto Brancati e all'on. Rino Nicolosi diede vita alla corrente demitiana in contrasto con la corrente maggioritaria di Luigi Foti e Santi Nicita in provincia di Siracusa dopo la gestione della Democrazia Cristiana realizzata dal sen. Graziano Verzotto Nell'ultima parte della sua attività politica fu uomo di mediazione per conto di Giulio Andreotti, si legò quindi a Brancati e Foti, favorendo un asse che legò la corrente demitiana a quella andreottiana. Proviene dalle file dell'Azione Cattolica.

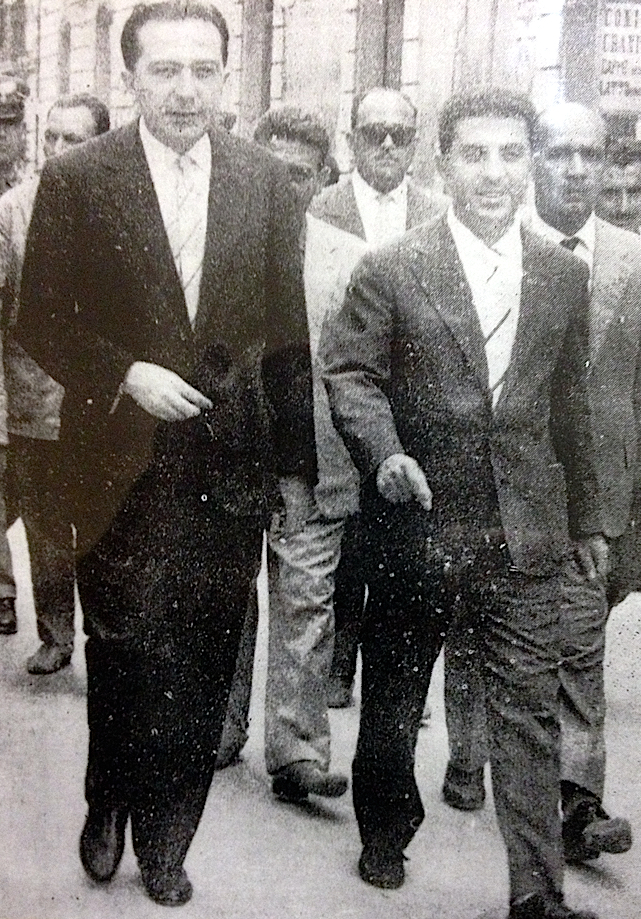
Giulio Andreotti passeggia in Via Garibaldi, insieme al giovane Benedetto Vincenzo Nicotra, scortato da un contingente della Pubblica Sicurezza di Lentini.

## Biografia

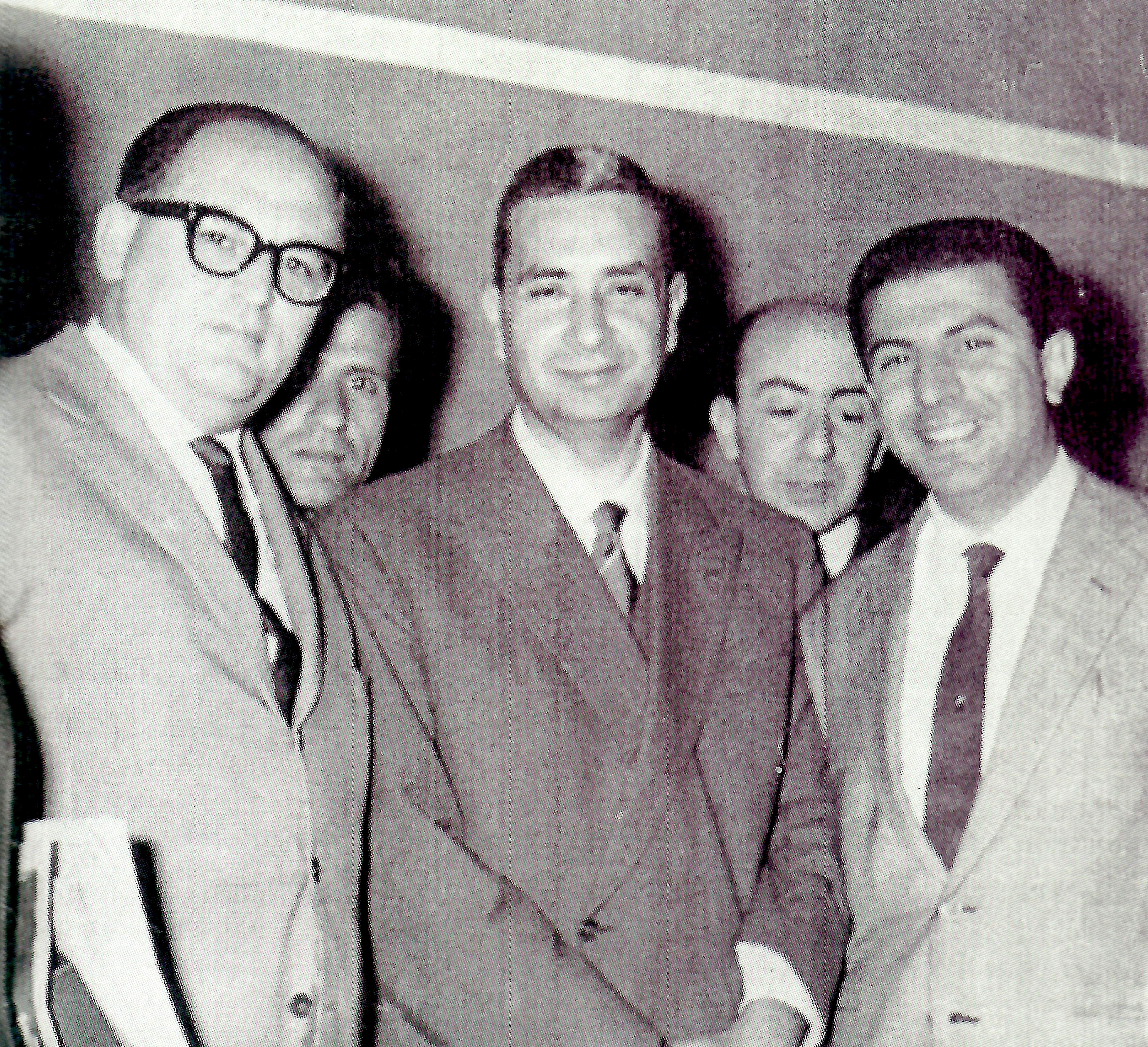
Primi anni '60. on. Aldo Moro e alla sua sinistra l'avv. Benedetto Vincenzo Nicotra

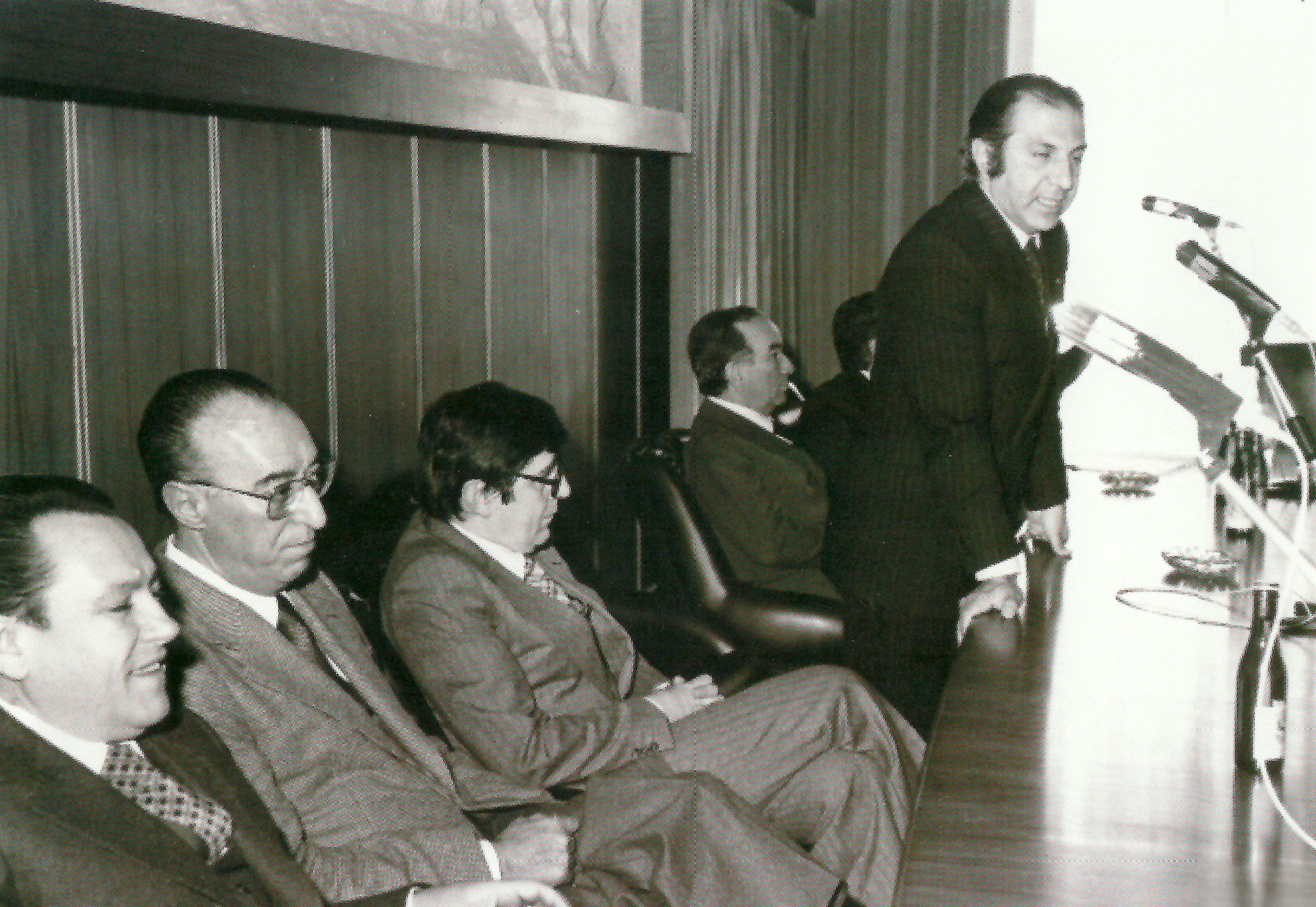
Convegno 1977,.
Da sinistra: l'on. Santi Nicita, l'on. Vito Scalia, il ministro Vincenzo Scotti e il presidente della Camera di Commercio l'on. Benedetto Vincenzo Nicotra

Nasce il 5 aprile 1933 a Lentini. Fu il primo maschio dopo quattro femmine. Oltre al nome del nonno paterno Benedetto, gli fu imposto in onore del santo quello di Vincenzo.
Il padre discendeva da una nobile famiglia aristocratica siracusana, era un importante imprenditore e proprietario dell'omonimo ‘'Bar Nicotra'’ che si affacciava sulla centralissima Piazza Duomo di Lentini, fu proprio lì che Enzo avrà i primi contatti con la politica.
Frequentò le scuole elementari, medie ed il liceo a Lentini, conseguendo la maturità classica nel 1950 presso il liceo classico Gorgia di Lentini.
Purtroppo durante il liceo il giovane Enzo perse il padre, e fu costretto a intensificare la sua presenza nel bar di famiglia, ‘'salotto'’ politico della città di Lentini.
Crebbe con una rigida istruzione cattolica, militando sin dai tempi del liceo nelle file dell'Azione Cattolica e poi della Federazione Universitaria Cattolica Italiana.
Si laureò nel 1955 in giurisprudenza presso l'Università Statale di Palermo, intraprese nel 1956 la professione forense.
Nel 1962 si sposò con Marinella Russo, matrimonio dal quale ebbe due figlie: Bernadette, nata il 22 luglio 1963, e Veronica, nata il 14 aprile 1967. Entrambe laureate sia in giurisprudenza sia in scienze politiche, Bernadette intraprese la carriera di magistrato, Veronica divenne segretario generale dell'Anci.

Fu nipote dell'arcivescovo Sebastiano Nicotra e consuocero della Medaglia d'oro al valor militare Luigi Briganti.

## Cariche amministrative ricoperte
- Presidente della Camera di Commercio di Siracusa
- Presidente del Unione Regionale delle Camere di Commercio Siciliane
- Presidente del Consorzio per l'Area di Sviluppo Industriale di Siracusa
- Presidente della società a capitale misto TAPSO s.p.a.
- Vicepresidente dell'Azienda Speciale Aeroporto di Catania
- Consigliere comunale presso il comune di Lentini
- Consigliere provinciale a Siracusa
- Componente del comitato di controllo degli enti locali della provincia di Siracusa

## Libri
Nel 2005 è stato pubblicato il libro ''Intervista a Enzo Nicotra '' della Angelo Parisi Editore sulla sua vita politica a cura di Ferdinando Leonzio.